# Rumänientyskar

Traditionella tyska områden i Transsylvanien.

Rumänientyskar (tyska: Rumäniendeutsche; rumänska: Germanii din România) är en etnisk grupp med tysk bakgrund i Rumänien. 1939 var antalet rumänientyskar 786 000, därefter har antalet sjunkit drastiskt till endast 36 884 rumänientyskar 2011. Anledningen till detta är fördrivning och utflyttning till främst Tyskland och Österrike men även USA. Rumänientyskar är inte en enhetlig grupp utan består av flera olika folkgrupper, såsom siebenbürgensachsare och banattyskar. Huvudorten för rumänientyskarna var Sibiu (Hermannstadt).

## Historia
De största befolkningsgrupperna är Siebenbürgensachsarna och Banantetschwabarna (banattyskar). Siebenbürgensachsarna (Siebenbürger Sachsen) bosatte sig under 1100- och 1200-talet i Transsylvanien (Siebenbürgen). Majoriteten av dem kom från västra Tysk-romerska riket (dagens Luxemburg, Lothringen, Elsass och områdena som då var biskopsdömena Köln, Trier och Liège) och talade den tyska dialekten frankiska. De blev allmänt kallade sachsare eftersom de var tyskar som arbetade åt Ungerns kansler.
Från 1600-talet och fram till 1800-talets slut bosatte sig schwaber i området genom en bosättningspolitik organiserad av huset Habsburg. Bosättarna kom från Lothringen, Elsass, Pfalz, Franken, Schwaben, Bayern, Hessen, Böhmen, Österrike samt Luxemburg och Belgien som då var Österrikiska Nederländerna. Dessa bosättare var till största delen katoliker.
Efter första världskriget ändrades Europas gränser och Rumänien tilldelades landområden, bland annat det österrikiska kronlandet Bukovina från Ungern dagens Siebenbürgen och Banatet och Dobrudja från Bulgarien. Rumänska trupper ockuperade det ryska Bessarabien. I de nya områdena bodde 9,25 miljoner och den tyska minoriteten var den nästa största efter den ungerska. Under andra världskriget förflyttades den tyska minoriteten i dessa områden till stora delar till Tyska riket och kvar fanns 550 000 rumänientyskar. Cirka 64 000 av dem kom att gå in som frivilliga i Waffen-SS. När Rumänien bytte sida i kriget under 1944 flyttade många rumänientyskar västerut, framför allt till Österrike och Tyskland.
1948 levde 345 000 ur den tyska minoriteten i Rumänien. Mellan 1945 och 1949 deporterades mellan 70 000 och 80 000 tyskar till Sovjetunionen som tvångsarbetare. Den tyska minoriteten kom genom jordreformslagen 1945 att förlora sina ägor, hus, boskap och maskiner. 75 procent av rumänientyskarna bodde på landsbygden. 1949–1962 kollektiviserades allt jordbruk i Rumänien.
Under Nicolae Ceaușescu skedde lättnader och Verband der Deutschen tilläts som en av systemets massorganisationer. Men efterhand skärptes det nationella och lättnaderna försvann och regimen motarbetade minoriteterna. Ett motstånd mot den totalitära regimen startade genom Aktionsgruppe Banat och Literarische Gruppe. Literarische Gruppe övervakades och upplöstes sedermera av Securitate. Många rumänientyskar försökte lämna landet. När den västtyska regeringen inledde friköp av rumänientyskar kunde 226 654 personer emigrera till Västtyskland från Rumänien (1967–1989). 1978 följde ett avtal mellan Västtyskland och Rumänien om att underlätta resor och familjeåterföreningar.
I samband med revolutionen i Rumänien 1989 startade en massflykt. Under de första sex månaderna efter revolutionen lämnade 111 150 med tyskt påbrå Rumänien. 1992 följde ett avtal om samarbete mellan Tyskland och Rumänien med målet att förbättra situationen för den tyskspråkiga minoriteten i Rumänien. 2013 bor cirka 36 000 tysktalande i Rumänien. Bland tyskspråkig media märks Allgemeine Deutsche Zeitung für Rumänien och Hermannstädter Zeitung. Radio Romania och Televiziunea Română (TVR) producerar material för rumänientyskarna. I Timisoara finns en tyskspråkig teater och i Arad och Timișoara finns tyskspråkiga gymnasier. De senaste decenniernas utflyttning och den tyska minoritetens höga medelålder visar på ett möjligt utdöende av minoriteten i Rumänien.

## Kända Rumänientyskar
- Paul Celan
- Helmuth Duckadam
- Stefan Hell
- Klaus Iohannis
- Michael Klein
- Peter Maffay
- Ion Gheorghe Maurer
- Herta Müller
- Hermann Oberth
- Jupp Posipal
- Richard Wagner (författare)
- Johnny Weissmuller

## Huset Hohenzollern av Rumänien

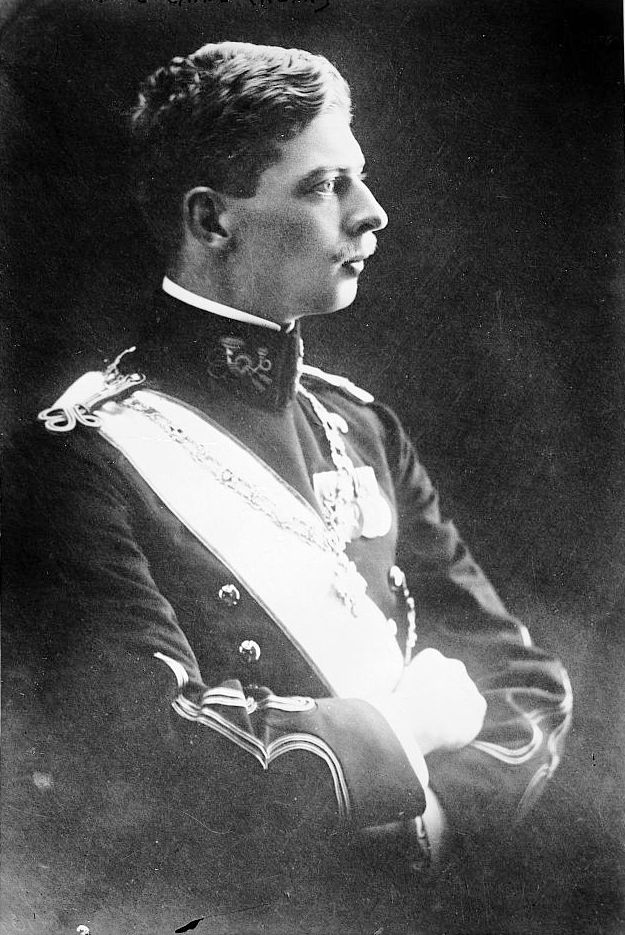
Kung Carol II.

Under tiden då Rumänien var en monarki var alla regenter av tysk börd. Monarkin varade under åren 1866 till 1947, och under tiden hade kungariket Rumänien fyra kungar.
- 1866–1914: Carol I (kallades även prins av Rumänien)
- 1914–1927: Ferdinand I
- 1927–1930: Mikael I
- 1930–1940: Carol II
- 1940–1947: Mikael I (blev kung igen efter faderns abdikation)

Den här artikeln är helt eller delvis baserad på material från engelskspråkiga Wikipedia, Germans of Romania, 17 mars 2013.